# 譙秀
譙秀（3世紀—4世紀），字元彥，巴西郡人。蜀漢官員譙周之孫，譙登的堂兄弟。十六國時代隱士。西晉末年因對天下局勢悲觀而隱居，至成漢建立後，多次拒絕李雄的叔父李骧父子的邀請，固執不肯出仕。譙秀日常只戴一頂皮弁，穿著破爛的衣服種田。桓溫滅蜀後，向晉朝廷推薦譙秀，晉廷考慮到其年老，蜀地又遠，便沒有征召他，但仍然派遣專人照顧慰問了譙秀。范賁、蕭敬作亂，當地人都投靠至譙秀處避難。他八十多歲時還是自己挑擔子，別人想要幫他，他回答說：“你們各自都有各自的老弱，應該先營救保護他們。我的氣力還是足以自力的，怎麼能因為我年老垂朽連累諸君呢？”譙秀最終以九十多歲的高齡善終。

## 延伸阅读
[在维基数据编辑]
 《晉書·卷094》，出自房玄齡《晉書》